# Silvitettix nigriceps
Silvitettix nigriceps är en insektsart som först beskrevs av Marius Descamps och Christiane Amédégnato 1970.  Silvitettix nigriceps ingår i släktet Silvitettix och familjen gräshoppor. Inga underarter finns listade i Catalogue of Life.